# Påläng
Påläng – miejscowość (tätort) w Szwecji, w regionie administracyjnym (län) Norrbotten, w gminie Kalix.
Według danych Szwedzkiego Urzędu Statystycznego liczba ludności wyniosła: 224 (31 grudnia 2015), 224 (31 grudnia 2018) i 220 (31 grudnia 2019).